# Historische Ortsdatenbank für Ostfriesland
Die Historische Ortsdatenbank für Ostfriesland ist eine Datenbank der Ostfriesischen Landschaft und des Niedersächsischen Landesarchivs (Abteilung Aurich), in der die Geschichte und Entwicklung aller – bis zu den Gebiets- und Verwaltungsreformen von 1972 – selbständigen Gemeinden mit ihren Nebenorten, Kolonien und Wohnplätzen im Internet präsentiert werden soll. Die in ihr abgespeicherten Artikel sollen als Grundlage für die historische Regional- und Landesforschung dienen.

## Inhalt
Die historische Ortsdatenbank für Ostfriesland enthält Artikel zu allen Gemeinden in Ostfriesland, die vor der Gebiets- und Verwaltungsreformen 1972 bestanden. In ihnen wird wissenschaftlich abgesichert die Grundzüge der Geschichte der Orte von den ersten Zeugnissen bis zum gegenwärtigen Stand beschrieben. Je nach Bedeutung des Ortes sollen die Artikel etwa drei bis 10 Seiten umfassen. Diese werden zunächst als elektronische Datenbank im Internet präsentiert und fortlaufend um neue Artikel ergänzt. Da das Projekt noch nicht abgeschlossen ist, sind für einen Teil der ehemaligen Gemeinden vorläufig nur Basisinformationen hinterlegt. Nach Abschluss soll die Datenbank etwa 330 einheitlich gegliederte Artikel enthalten, in denen neben den Gemeinden auch etwa 1800 namentlich bekannte Wohnplätze beschrieben werden.

## Geschichte
Die Historische Kommission für Niedersachsen und Bremen setzte sich seit den 1930er Jahren für die Verfassung von historischen Ortslexika ein. In Ihrem Auftrag leistete der Philologe, Historiker, Genealoge Gerhard Dietrich Ohling in den 1950er Jahren Vorarbeiten für ein Historisches Ortslexikon für Ostfriesland. Es blieb unvollendet und die von Ohling für das Projekt angelegten Karteikarten befinden sich heute als Depositum im Bestand des Niedersächsischen Landesarchivs (Abteilung Aurich).
Anfang der 2000er Jahre schlossen das damalige Staatsarchiv in Aurich (heute: Niedersächsisches Landesarchiv (Abteilung Aurich)) und die Ostfriesische Landschaft einen Kooperationsvertrag und begannen, das Projekt erneut anzuschieben. Dafür wurden EU-Mittel angeworben, mit denen ein Historiker beschäftigt werden konnte, der das Projekt als verantwortlicher Redakteur leitete. Inzwischen ist das Projekt in das digitale Angebot der Landschaftsbibliothek aufgenommen worden.